# Xã West Point, Quận Brule, Nam Dakota
Xã West Point (tiếng Anh: West Point Township) là một xã thuộc quận Brule, tiểu bang Nam Dakota, Hoa Kỳ. Năm 2010, dân số của xã này là 124 người.